# Matt Sazama e Burk Sharpless
Matt Sazama (...) e 
 
Burk Sharpless (...) sono una coppia di sceneggiatori e produttori televisivi statunitensi.

## Biografia
Nell'agosto 2008 vengono ingaggiati dalla Sony Pictures Entertainment per scrivere la sceneggiatura di un film basato su Flash Gordon, con Breck Eisner alla regia; il film non viene più prodotto e la coppia di sceneggiatori si ricongiungerà al regista Eisner successivamente.
L'11 gennaio 2011 vengono ingaggiati dalla 20th Century Fox per scrivere la sceneggiatura del film basato sul videogioco Missile Command. Nell'agosto dello stesso anno vengono ingaggiati dalla Universal Studios per scrivere un film basato sul gioco da tavolo Cluedo. Nel settembre 2011 la Chernin Entertainment e Gore Verbinski acquistano la sceneggiatura di Sazama e Sharpless descritta come un futuristico libro della giungla.
Nel 2014 scrivono il film Dracula Untold; nel 2015 scrivono The Last Witch Hunter - L'ultimo cacciatore di streghe, diretto da Breck Eisner e nel 2016 scrivono Gods of Egypt, diretto da Alex Proyas. Nel 2017 sono gli sceneggiatori del film Power Rangers.
Nel novembre 2017 vengono ingaggiati dalla Sony Pictures Entertainment per scrivere il film sul personaggio dei fumetti Marvel Morbius che farà parte dello stesso universo cinematografico dei film Spider-Man: Homecoming e Venom.
Nel 2018 Sazama e Sharpless sono ideatori e sceneggiatori della serie originale Netflix Lost in Space, remake dell'omonima serie del 1965.

## Filmografia

### Sceneggiatori

#### Cinema
- Dracula Untold, regia di Gary Shore (2014)
- The Last Witch Hunter - L'ultimo cacciatore di streghe (The Last Witch Hunter), regia di Breck Eisner (2015)
- Gods of Egypt, regia di Alex Proyas (2016)
- Power Rangers, regia di Dean Israelite (2017)
- Morbius, regia di Daniel Espinosa (2022)
- Madame Web, regia di S. J. Clarkson (2024)

#### Televisione
- Lost in Space - serie TV, 10 episodi (2018)

### Produttori
- Lost in Space - serie TV, 10 episodi (2018)